# Leather Jackets
Leather Jackets es el vigésimo álbum de Elton John, editado en 1986 por Rocket. El disco fue grabado entre los estudios Wisseloord, en Holanda, y los Sol Studios, en Inglaterra, propiedad estos últimos de Jimmy Page, en donde Elton John también grabó su anterior trabajo, Ice on Fire.
Comercialmente Leather Jackets representó uno de los puntos más bajos en su carrera, y en palabras del mismo Elton, es el disco que menos le gusta.

## Producción
En 2001, Elton consideró a "Heartache All Over the World" como la peor canción que jamás había grabado, calificándola de "bastante insustancial"; en 2006, declararía a Jackets como su álbum menos favorito de todos sus álbumes, diciendo "Gus Dudgeon hizo lo mejor que pudo, pero no puedes trabajar con un loco".
También llamaría a su portada inspirada en motociclistas "muy marimacho pero un desastre total. No era un periquito bueno, estaba casado y solo quería una bolsa de coca tras otra". (A pesar de esto, el letrista Bernie Taupin cree que The Big Picture merece el honor de peor álbum).
En 2000, Gus Dudgeon dijo: "Existía la posibilidad de que pudiera pulirse. Salía y tomaba un poco de coca y le salía por toda la boca, le moqueaba la nariz y yo decía: 'Oh Dios, esto es horrible'".
John también declaró en su autobiografía Me de 2019 que "fue lo más cercano a un desastre absoluto que cualquier cosa que haya lanzado" y "en general, Leather Jackets tenía cuatro patas, una cola y ladraba si un cartero llegaba a la puerta".
"Heartache All Over the World" fue el único sencillo que logró el éxito en las listas de Estados Unidos, aunque no logró llegar al top 50. "Slow Rivers" es una colaboración con Cliff Richard que se lanzó como sencillo en el Reino Unido. Una vez más la base rítmica de Queen, John Deacon y Roger Taylor, participan de un tema ("Angeline"). El tema "Don't Trust That Woman" fue co-compuesto por Elton con la diva estadounidense Cher.
John tocó "Paris" durante su gira estadounidense de 1986. Incluyó "Heartache All Over the World" y "Slow Rivers" en su gira australiana de 1986 con la Orquesta Sinfónica de Melbourne, que eventualmente produciría un álbum en vivo. "Heartache" se incluyó en la parte de la banda del espectáculo (John optó por no tocar el piano para ese número) mientras que "Slow Rivers" se tocó durante la segunda mitad del espectáculo con la orquesta. Debido a restricciones contractuales, "Slow Rivers" no se incluyó en Live in Australia, a pesar de que era de la parte orquestal del programa, que fue la base del álbum. Por otro lado, "Paris" se convirtió en un éxito menor de FM para algunas estaciones de jazz que programaron la pista y alcanzó las listas de Bélgica, alcanzando el puesto 37.
Este es el único álbum de estudio de John del período anterior a 1993 que aún no se ha remasterizado a partir de 2019; apareció por última vez en disco compacto a principios de la década de 1990. Sin embargo, en 2008, estuvo disponible para descarga digital.
También es su cuarto álbum de la década de 1980 detrás de The Fox, Jump Up! y Breaking Hearts que no tiene bonus tracks.

## Grabación
La mayoría de las pistas del álbum se grabaron durante las sesiones de Ice on Fire en 1985. Esta fue la última en la que tocó un piano de cola antes de cambiar al piano digital Roland RD-1000 para Reg Strikes Back y los dos álbumes siguientes. .
Por primera vez en la carrera de John, ninguna canción de este álbum dura más de cinco minutos.

## Lista de canciones
- Autor Elton John & Bernie Taupin, salvo los indicados.

1. "Leather Jackets" – 4:14
2. "Hoop of Fire" – 4:15
3. "Don't Trust That Woman" (Cher, Lady Choc Ice [alias Elton John]) – 4:58
4. "Go It Alone" – 4:30
5. "Gypsy Heart" – 4:46
6. "Slow Rivers" (dueto con Cliff Richard) – 3:10
7. "Heartache All Over the World" – 4:20
8. "Angeline" (John, Taupin, Carvell) – 3:55
9. "Memory of Love" (John, Gary Osborne) – 4:10
10. "Paris" – 4:01
11. "I Fall Apart" – 4:03

## Certificaciones
| Región                        | Certificado | Unidades/ventas |
| ----------------------------- | ----------- | --------------- |
| Recorded Music NZ             | Oro         | 7.500           |
| España                        |             | 12.000          |
| British Phonographic Industry | Oro         | 100.000         |